# Kim Yoon-ah
Kim Yoon-ah (11 de marzo de 1974) es una cantante y compositora surcoreana. Es conocida como la cantante del grupo de rock moderno Jaurim. También ha publicado varios discos en solitario.
Ha participado en musicales como Rebecca.

## Discografía

### Álbumes
- Shadow of Your Smile / 2001
- Glass Mask / 2004
- 315360 / 2010
- The Pain of Others / 2016

### Bandas sonoras
| Año  | Título                              | Álbum                        |
| ---- | ----------------------------------- | ---------------------------- |
| 2001 | One Fine Spring Day (봄날은 간다)   | One Fine Spring Day OST      |
| 2012 | Missing You (Feat. Kim Yuna)        | One Of A Kind (G-DRAGON) EP  |
| 2015 | Lucid Dream (자각몽)                | Missing Noir M OST           |
| 2016 | The Road (길)                       | Signal OST                   |
| 2016 | Small White Flower (작은 꽃)        | The Last Princess OST        |
| 2017 | Voice (목소리)                      | Voice OST                    |
| 2017 | Kite (연)                           | Saimdang, Light's Diary OST  |
| 2018 | To You (나인 너에게)                | Mother OST                   |
| 2018 | Days Without Tears (눈물 아닌 날들) | Mr. Sunshine OST             |
| 2020 | Be Colored (물들어간다)             | Tell Me What You Saw OST     |
| 2020 | Nobody Knows                        | The Cursed OST               |
| 2020 | Lonely Sailing (고독한 향해)        | The World of the Married OST |
| 2021 | Winner                              | Mine OST                     |

### Sencillos Digitales
- KYRIE / 2016
- Goodbye / 2016
- Glass / 2016

## Filmografía

### Cine
| Título                    | Año  | Papel      | Notas |
| ------------------------- | ---- | ---------- | ----- |
| Interview                 | 2000 | Ella misma |       |
| The President's Last Bang | 2004 | cantante   |       |
| The Wonder Years          | 2007 | Seol-young |       |

### Series
| Título                  | Año  | Papel                 | Red |
| ----------------------- | ---- | --------------------- | --- |
| Best Theater - Dreamers | 2009 | MBC                   |     |
| Voice                   | 2017 | DJ Club Fever (Ep. 9) | OCN |

### Programas de variedades
| Año  | Programa             | Notas                           |
| ---- | -------------------- | ------------------------------- |
| 2016 | I Can See Your Voice | Ep. #4 (temporada 3) - invitada |